# ایلا زلر
ایلا زلر (انگلیسی: Ella Zeller؛ زادهٔ ۲۶ november ۱۹۳۳ (۹۱ سال)) یک بازیکن تنیس روی میز اهل رومانی است. 
وی در مسابقات کشوری و بین‌المللی در مجموع برنده ۶ مدال طلا، ۵ مدال نقره، ۵ مدال برنز شده‌است.